# 日本の競馬
日本の競馬（にほんのけいば）では、現在の日本において、競輪・競艇・オートレースと並ぶ公営ギャンブル（公営競技）の一つとして行われている競馬について記述する。
公営ギャンブルとしての競馬のうち、日本中央競馬会（JRA）が主催する競馬を中央競馬といい、地方自治体が主催する競馬を地方競馬という。なお地方競馬においては地方競馬全国協会（NAR）が免許の管理などの統括的な役割を果たす。

## 日本の競馬の歴史
日本において西洋式の競馬が最初に行われたのは、万延元年9月1日（1860年10月14日）に横浜山手麓（現在の元町）とされる。これまで、文久元年（1861年）に洲干弁天社裏で行われたのが最初と言われていたが、研究の結果それよりも早く実施されていたことがわかった。その後山手が宅地化されたため、文久2年5月1日、2日（1862年5月29日、30日）に、横浜の外国人居留地に編入されながら、まだ空き地だった旧横浜新田（現在の横浜中華街）で、より本格的な競馬（当初は「馬かけ」と呼ばれた）が開催された。その後そこも宅地化が進み、山手のイギリス軍キャンプや根岸の射撃場を転々としながら、恒久的な競馬場として根岸競馬場が建設された。諸外国の要望の応え、幕府が慶応2年（1866年）6月から建設を初め、翌年1月11日、12日（1867年2月15日、16日）に最初の競馬会が開催された。まもなく日本人が西洋式競馬に倣い馬券の発売を伴った競馬開催が行われるようになった。

当時の国産馬は西洋の馬と比べて質が劣っており、品種改良と競争（競馬）を通して良質の軍馬を調達しようと国も積極的に競馬を奨励した。はじめ馬券の発売には法的根拠がなかったが、1923年に（旧）競馬法によって法的根拠が与えられた。日本競馬会の発足とともに政府が深く関与する競馬が全国的な統一組織のもとで開催されるようになり、そうした競馬は国営競馬を経て中央競馬へと受け継がれている。一方戦後、かつての地方競馬規則に基づく地方競馬や鍛錬馬競走を継承する形で地方公共団体を主催者とする地方競馬が行われるようになった。

## 公営競技としての競馬
地方競馬・中央競馬はそれぞれ公営競技のひとつであり、刑法の特例として開催が認められている公営ギャンブルという側面をもつ。勝馬投票券（馬券）の発売を伴う競馬は特殊法人である日本中央競馬会（JRA）及び地方自治体にのみ開催が認められている。

## 特徴

### 日本人の競馬への関わり方
「競走馬の生産と所有」を「競馬に関わる」とするならば、法的な制約と経済的な理由のため、現在の日本で競馬に関わるのは非常に困難である。日本よりも古くから競馬を行ってきた西洋諸国では、競馬に関わる人々によって持続的な馬事文化が数世紀にわたって伝統的に維持されてきたが、日本では明治期に競馬がもたらされた後、昭和期に社会制度が大きく変わったのに伴い、競馬に関わる文化は太平洋戦争前後で断絶がある。一方、必ずしも「競走馬の生産と所有」を伴わない方法で「競馬に関わ」ろうとする「競馬ファン」によって他国にはみられない独特の競馬文化が醸成された。
華族制度のあった時期の日本の競馬は、貴族制度のあるイギリスと同様に「貴族の道楽」であった。大地主であるとともに実業家でもあった華族は、自己名義で各地に農場を拓き、そこで生産した競走馬を自己名義で競馬に用いることができた。彼らは資力の許す限り、自己の名誉の追求や趣味に基づいて自由に競走馬の生産を試みることができた。また、宮内省や農林省、陸軍省など国営によるものや三菱財閥などが経営する農場は、競走馬の生産牧場としては世界的にみても大規模であったし、上に述べたような趣味的な性格を持つ生産牧場は、所有者の経済力の範囲内で好きなだけ規模を大きくすることが可能だった。
しかし太平洋戦争後に華族制度が廃止され、貴族階級は存在しなくなった。さらに、財閥解体や独占禁止法によって大規模農場が解散するとともに、農地法によって地主制度が改められ、自ら居着いて農業（畜産業）に従事しなければ農牧場の所有者とは認められなくなった。このため、財力があっても「牧場主」となることは法制度上困難である。一方、それまで「大牧場の現地従業員」から、「家族的経営規模の小牧場主」となる者が現れた。こうした牧場は趣味や名誉のためではなく、生計のために競走馬を生産するのであり、事業の採算性向上のため、牧場の経営を合理化し時には規模を縮小する必要があった。こうした小規模経営が戦後の日本のサラブレッドの血統改良に貢献したと指摘する者もいる。これにより現行の日本の法制度の下では、資力があっても趣味目的で競走馬の生産を行うのは極めて困難である。
一方、競走馬を所有するには一般に高い資力を必要とするが、中央競馬の場合、馬主登録の要件として9000万円以上の資産と1800万円以上の継続した所得を要求しており、この「所得」には競馬の賞金は含めることができない。この数値は日本の平均的な所得との比較上、極めて高い基準となっており、他国と比べて競走馬を所有するための大きなハードルとなっている。
さらにこの要件とは別に、競走馬を所有するためには、競走馬の実際の購入代金や維持費を負担する必要がある。日本では現役競走馬の売買は一般的ではなく、競走馬を購入してから実際に賞金を稼ぐようになるまでには数年を要するので、その間、ほかの目的に用いる必要のない潤沢な剰余資金が求められる。これらの費用が税務上の事業経費として計上可能であるならば、例えば競馬以外の所得が2000万円の者が1800万円の競走馬を購入して賞金が全くなかった場合（ここでは維持費はないものとして考えている）には、その年の所得は200万円ということになり、所得税を大幅に抑えることができる。税務上こうした取り扱いが認められている国では、所得税対策の一つとして競走馬への投資が行われている。しかし日本の税法上、5頭以上の競走馬を所有しない限り競走馬の所有に係わる費用は税務上の経費とすることができないが、日本の馬主の平均所有頭数は約2頭であり、このことは多くの馬主が事業ではなく趣味として競走馬を保有していることを示している。
一方、競走馬所有に係わる負担を軽減するために複数の者が1頭に出資して共同馬主となる方法があるが、この場合も現在の日本では共同馬主を構成する個々の馬主がそれぞれ馬主としての要件を満たす必要がある。しかし1970年代頃から、「クラブ法人」を通じて競走馬に出資する一口馬主と呼ばれる方式が考案され、馬主になるための資産を持たない「競馬ファン」でも擬似的な馬主になることができるようになった。
「競馬ファン」は、明治時代から、娯楽として競馬を観戦したり、馬券の購入を伴うギャンブルとして競馬に関わってきたが、数回の「競馬ブーム」の中で、音楽や文芸、さらにはゲームやマンガなどの形で競馬を楽しむ層が登場した。これらの中には、競走馬の生産や所有に関わらないにもかかわらず、競走馬の血統を熱心に研究し、牧場を訪問し、競馬場では特定の競走馬を応援する横断幕を掲げる者もいる。これら一連の文化は他国にはみられない日本独自のものであり、こうした状況を「日本の誇るべき大衆競馬」とする者もいる。詳しくは下記参照。

### 競走馬の生産
競走馬のほとんどは北海道の日高地方で生産されている。

高い経済力に支えられ購買力が非常に旺盛で、海外から多くの種牡馬を輸入している。
生産された競走馬の流通過程は、大きく分けて2つある。1つは庭先取引と呼ばれるもので、馬主やその関係者が直接生産牧場を訪れ、競走馬を見て購入する。もう1つはセリ市である。欧米ではセリ市での取引が主流であるのに対し、日本では庭先取引での売れ残りがセリ市に上場されるという状態が長らく続いてきた。

### 競走体系
長年にわたり中央競馬は、ヨーロッパ競馬同様、芝を敷いた大きな競馬場での長距離の競走を重視してきた。アメリカ風のダート（砂あるいは土）の小さな競馬場での競走や短距離の競走は格下とみなされ、グレード制導入以前はダートや短距離に適した競走馬も、より高い評価を得るためには芝の長距離を走ることを求められてきた。ダートや短距離で優秀な成績をおさめた競走馬が芝の長距離に挑んで凡走すると、「ダート馬（短距離馬）は格下」との不当の評価を与えられた。しかしグレード制導入以後は、ダートや短距離の競走体系が整備され、格の高い競走が新設されるとともに、これらの競走で活躍した競走馬が芝の長距離競走でも高い成績をおさめるケースが現れている。
近年は、一般にヨーロッパ、特に競馬先進国とみなされることが多いイギリスやフランスと比較して、同じ距離を走破するのに要する時間が短い傾向がある。ヨーロッパの最高峰の競走の一つである凱旋門賞と、日本の最高峰の競走の一つであるジャパンカップは同じ距離で行われるが、走破時計を比較すると数秒から時には10秒以上のひらきがある。この差をもたらす要因の一つとして、競馬場のコースの高低差や、芝の含水率や長さによってもたらされる馬場状態の差異をあげることができるが、こうした状況を「芝が軽い」などと表現することがある。反対に、このようなイギリスやフランスの競馬場を「芝が重い」とか「力がいる」等と表現することがある。
中央競馬では平均的に非常にレースの賞金が高く、賞金の対象となる入着の範囲も広い。海外のGIレースには、日本の中央競馬の最下級の未勝利戦よりも賞金が低いレースも数多い。

## 現在の日本競馬が抱える制度上の問題点

### 的中馬券の配当への課税と経費の判定
日本の税法上の取扱いとしては、一般に、馬券の払戻金は一時所得として扱われる。他の所得と同様に確定申告や納税の義務が生じる。
一方、2013年に的中馬券の配当への課税と外れ馬券の購入費の経費への計上判断をめぐる裁判があった。大阪地方裁判所は、一般論として馬券の配当金を一時所得とする判断を支持しつつ、継続反復的に大量の馬券を購入する行為を資産運用として雑所得と判定し、外れた馬券の購入費用を経費とみなす判断を下した。ただしこの事例では、数年にわたって毎年数億円単位の馬券の購入を継続しており、国税当局は一般的な馬券の購入にあたっては外れ馬券の購入費は経費とは認めないという姿勢を変えていないと伝えられている。

### 中央競馬と地方競馬の交流
競走馬の中央・地方競馬間の交流や移籍はこれまで整備されてきたが、騎手・調教師などにおいては移籍のハードルは高く（これは地方競馬間でも同様である）、地方競馬出身で中央に移籍した騎手、またはその逆も数人であり、厩務員や調教助手の移籍は数人程度あるだけで、調教師は皆無である。

### 日本における競馬の国際化

#### 調教師の遠征
2003年に元ホッカイドウ競馬の調教師であった高岡秀行がシンガポールに渡り現地で厩舎を開業したほか、元栃木競馬の調教師だった仁岸進も2006年より拠点をシンガポールに移すなど、近年では少数ながら日本の調教師が海外に拠点を移して活動する例が見られるようになった。2010年現在日本国外で厩舎を構える日本人調教師には、前述の高岡の他に児玉敬（アイルランド）、小林智（フランス）などがいる。
一方で日本国外の調教師が日本の調教師免許を取得し、日本国内において厩舎を開業するといった例はこれまでのところ見られていない。JRAでは2014年度の調教師試験より受験資格を改め、日本国外で調教師免許を受けた人間が試験を受験する場合に試験を一部免除するなど門戸開放の動きが徐々にあるが、一方で騎手免許試験と異なり、一次・二次試験とも日本語以外の言語の使用を認めていないことから、日本人以外の調教師が免許を取得するためのハードルは依然高い。

#### 種牡馬の輸出入
20世紀後半まで日本はもっぱら欧米から種牡馬を輸入する一方であった。また輸入した種牡馬の成績が悪かった場合に再輸出されることなく日本で死亡もしくは廃用による屠殺処分とされることが多かったため、種牡馬の墓場と内省的に揶揄されていた。理由としては、国の外貨貯蓄の政策の為に海外に渡航できる人間が限られていたため、20世紀後半まで輸入された種牡馬の多くが、専門のブリーダーが見立てて連れて来た種牡馬ではなく商社マンによる輸入代行によるものであったことが挙げられる。当然の事ながら、素人が海千山千の海外の馬主の宣伝を鵜呑みにして連れて来た馬である為、馬産地での評価も低く、ブリーダーにしても他にいないから仕方なく使っているというのが実情であった。また日本の土壌として、競走馬生産をブラッドスポーツとしてではなく、専ら畜産の延長線と考える傾向が一般的であり、競走馬育成の基本である「より良い血統を見極めて、新しい血統を創設する」という概念が一部のブリーダー（北野豊吉、吉田善哉、和田共弘ら）を除き欠如していた事も原因である。そのため、新しい輸入種牡馬を試しては廃用するという時代が続いていた。よって国内生産の馬で種牡馬として活躍できた馬はあまりなかった。
しかし20世紀末以降、社台グループの躍進と、世界的なノーザンダンサー系種牡馬のダブつき、競馬開催国の増加が追い風となって、日本調教馬もしくは生産馬が種牡馬が輸出・再輸出されるケースや、シャトル種牡馬として一定期間リースされるケースが増加傾向にある。特に多いのは韓国への輸出、およびオセアニアへのリースである。一方輸入に関してはバブル景気が終焉して以降は減少傾向にある。これはバブル期の一部馬主が行った金に物を言わせた一流馬の買付けが、アメリカやヨーロッパで顰蹙を買ったり、出走資格の変遷により無理をして種牡馬を輸入しなくても良い状況になったこと、また日本の競馬への適性も考えられるようになってきているためでもある。
なお、欧米で活躍した競走馬並びに種牡馬でも日本では結果が残せるとは限らず、実際欧州でリーディングサイヤーを獲得したサドラーズウェルズの産駒が日本ではほとんど活躍しないなどの例がある。
ファーディナンドが日本で屠殺されて以降、アメリカ合衆国から日本へ輸入された種牡馬が供用中止となった後、アメリカの功労馬繋養施設オールドフレンズへ引き取られるケースが増加している。

### 内厩制度と外厩制度
日本の競馬では長らく内厩制度、すなわち主催者によって免許を与えられた調教師が、主催者によって与えられた厩舎において競走馬を調教・管理する体制が採用されてきた。しかし高度な施設・技術を有する民間の施設を調教に活用するべきだとの声を受け、21世紀初頭から一部の地方競馬において、民間の施設で調教を施した競走馬を、厩舎を経ることなく競走に出走させることができる外厩制度が認定厩舎制度という名称で導入されるようになった。
中央競馬においても外厩制度を導入するべきであるという意見はあるが、導入には至っていない。

### 競走除外
中央競馬の出馬投票において出走希望頭数が出走可能頭数を大きく上回り、除外される競走馬の頭数が多い状態が常態化している現象をいう。とくに2006年夏季に収得賞金の計算方法が変更されて以降、1000万円以下および1600万円以下の競走条件区分において問題視されるようになった。

## 競馬にまつわる議論

### 外国の馬名の表記
日本の競走馬の名称は、カタカナ9文字までに制限されているが（競走馬#競走馬名参照）国際レースの増加などで、現地語で付けられている外国の競走馬の名称を、日本国内で何らかの形で表記する必要が増大している。通常は、日本の競走馬名と同様にカタカナで表記されることが多い。
ただ、一般的に外国語をカタカナ表記しようとすると、「v」や「th」、「l」と「r」、無声音、促音や拗音などの表現の問題がある。これは普遍的な問題なので、ここでは詳述しない。
競馬に関して特別に発生する問題は、いくつかの原因によって生じている。
- そもそも元になる外国語の名前が、外国でどのように発音されているかが不確定。

たとえば、フランスの首都はパリであるが、外国語表記では「Paris」である。フランス語では最後の「s」は発音しないから「パリ」だが、英語では「パリス」と「s」を発音する。
もしも「Paris」という名前の馬を、フランス人がフランス国内で所有しフランス国内で調教して競走に参加していた場合、カタカナ表記は「パリ」で異論ないところである（それでも、できるだけ現地の発音に近づけようとすると「パヒ」のようになるのかもしれない）。しかし命名者がアメリカ人の場合は、彼は「パリス」のつもりで命名したと考えるのが自然である。また、フランス人所有であっても、フランスからアメリカに遠征に出れば、現地のアメリカ人には「パリス」と呼ばれるし、フランス人が所有しアメリカ国内で調教される場合や、途中で所有者が変わる場合、フランスで競走した後引退してアメリカに売却される場合など、どの時点での発音を採用するかでカタカナ表記は変動する可能性がある。
このように、命名の由来、命名者の発音、関係者の発音などが異なる場合、どれをカタカナ表記として採用するかの公式な規則はないため、扱う人によって表記が変わる。
- 社会的に通例として普及している名称。

たとえば、「Mozart」という名前の馬がいた場合、これは音楽家の名前に由来するのであれば、日本での一般的な表記は「モーツァルト」である。仮にこの馬の関係者がすべてアメリカ人だった場合、彼らは「モザート」のように発音するので、そのとおりに表記するのであれば「モザート」が正確である。しかし、日本では「Mozart」を「モザート」と表記すると音楽家の名前とは通じなくなるため、「モーツァルト」が用いられる。
これは、現地の発音が確定しているにもかかわらず、日本での通例によって表記が変わる場合である。
外国の馬名がカタカナで表現されて問題となるのは、以下の場合である。
1. 現役の競走馬として来日する。
2. 種牡馬か繁殖牝馬として輸入されて来日する。
3. 上記以外（来日しない）。

1の場合、ジャパンカップなどの国際競走に外国馬が出走すると、主催者であるJRAはその馬のカタカナ名を決める（このため例外的に日本の規則である「2文字以上9文字以下」の原則に当てはまらないカタカナで10文字以上の馬名の競走馬が出走する時がある）。2の場合、その種牡馬ないし繁殖牝馬の所有者は、カタカナ表記を決める。
上記のいずれの場合も、最終的にはJRHR（財団法人日本軽種馬登録協会）が、当事者の申請を基に日本国内における公式な名称として登録する。そのカタカナ表記が妥当かどうか、センスがいいかどうかについて議論が起こることがある。いずれにしろ公式に使用する表記になるため、是非を問わず定着することになる。
3の場合は、いわゆる公式なカタカナ表記が制定されないため、議論が起こると決着がつかない。
以下は馬名表記が問題となった代表的な例である。
ピルサドスキー

1997年のジャパンカップに出走した同馬の名前は、原語表記では「Pilsudski」である。同馬のジャパンカップ出走時、JRAが馬主に対し馬名の発音を確認し、「ピルサドスキー」と表記することになっているが、1920年代のポーランドの国家主席、ユゼフ・ピウスツキ（Józef Klemens Piłsudski）、あるいは、兄で民族学者のブロニスワフ・ピウスツキ（Bronisław Piotr Piłsudski）の名に由来する。
一般に彼の名前は「ピルスツキ」とか「ピウスツキ」と表記され、例えば国立スラブ研究センターの出版物や在ポーランド日本大使館の公式サイトでも「ピウスツキ」と表記されている。
JRA賞馬事文化賞受賞者でダート競走格付け委員の山野浩一は著書『全日本フリーハンデ』のなかで次のように述べている。
「特にピルサドスキーのような例は下手をすると外交問題にすら発展しかねないもので、外国で明治天皇の名を変なスペルで綴られたりしたら、やはり外務省は訂正を求めるのではないだろうか。（中略）抗議がなければどのような失礼なことも許されるというものではない」
ゲインズバラ

1918年にイギリスで三冠を達成した同馬の名前は、原語表記では「Gainsborough」である。18世紀の画家であるトマス・ゲインズバラに由来するとされている。
「Gainsborough」の「borough」は「エディンバラ」のように「バラ」と発音されるのが日本でも通例であるが、競走馬であるゲインズボローの名前が日本に紹介されたのは、1927年にイギリスから種牡馬トウルヌソルが輸入されて、大変良好な成績を収めた時である。まだゲインズボローが現役種牡馬であった1938年に日本で出版された『競馬と馬券の実際知識』」では「ゲーンスボロー」で、上述の山野浩一が1970年代に執筆した『名馬の血統』でも「ゲーンズボロー」の表記である。
「borough」を「ボロー」と読むのはアメリカ風で、日本ではこの馬の名前の後半の表記は長いこと「ボロー」で定着していたが、2000年代ごろから「バラ」の表記が見られるようになった。
エルバジェ
1980年代後半から1990年代前半にかけて、輸入種牡馬のシーホークの仔が活躍し、1990年にはアイネスフウジンが19万人の観衆の前で東京優駿を逃切り競馬ブームの象徴となった。当時話題になったのは、シーホークの父「Herbager」の日本語表記で、同馬はフランスで生産され、フランス人が所有し、フランス人が調教し、フランスで競走をした。そのため日本でもフランス名の「エルバジェ」と表記されるのが通例である。しかし同馬は引退後アメリカで種牡馬となっており、アメリカでは「ハーバージャー」と呼ばれている。シーホークはアメリカ種牡馬の仔であり、「ハーバージャー」に改めるべきだとの議論が一部でなされたが、現在でも日本国内ではほぼ「エルバジェ」に統一されている。
これと似たようなケースで、フランス産馬「Lyphard」は「リファール」と表記され、「リファード」と表記されるのは稀である。しかし、「Lyphard」のアメリカでの仔に「Lyphard's 〜」とつくものがいて、この場合は英語風に「リファーズ」と表記されている。
セントサイモン

19世紀末から20世紀にかけてイギリスで大成功を収めた歴史的名馬にして名種牡馬で、現在でも大きな影響力を持っている。馬名の由来はフランスの社会主義思想家のアンリ・ド・サン=シモンである。馬名は「St.Simon」で、由来に従えば「St.」の部分は「サン」、「Simon」は「シモン」と表記するのが原語に忠実である。しかし同馬はイギリス馬で、英語読みで「St.」は「セイント」と読まれるようになり、「Simon」も英語風に「サイモン」と表記されることが多かった。
歴史的には「サンシモン」「セントシモン」「セントサイモン」などの表記が用いられてきた。近年、もともとの命名にしたがって「サンシモン」と表記する場合がある。
ダンジグ

1990年代後半から、カタカナ表記を論じる際に最も問題になる馬である。ダンジグ自体は1991年-1993年のアメリカのリーディングサイアーになったほどの重要な種牡馬で、日本にも子供が競走馬や種牡馬として多数輸入されている。原語での馬名は「Danzig」である。ポーランド出身のアメリカ人の所有馬であった。馬名の由来は、現在は「グダニスク」と呼ばれるポーランドの都市のドイツ支配時代の旧名であるとの説が有力である。
一方、ダンジグの父であるノーザンダンサーには、著名な共産圏出身の舞踏家の名前が命名されることが多く、ニジンスキー、ヌレイエフ、リファールなどが有名で、これにならってオランダの舞踏家であるルディ・ファン・ダンツィヒの名に由来するとの説もある。
いずれにせよ、馬名の由来となった原語は、日本では現地の発音に近い「ダンチヒ」とか「ダンツィヒ」のように表記されるのが通例である。しかし、同馬はアメリカで生産され、アメリカ人が調教し、アメリカで競走し、アメリカで種牡馬となった馬である。アメリカ人は「Danzig」を「ダンジグ」のように発音するため、日本語表記を「ダンジグ」とする説にも正当な根拠がある。
現在までに名前に「Danzig」を持つ馬が外国馬として日本の競走に出走したことは無い。外国産馬としてはダンジグカラーズという馬が存在したが、これは日本で「ダンジグカラーズ」とカタカナで馬名登録を受けているので表記ゆれに関する問題は無い（よって同馬を「ダンチヒカラーズ」「ダンツィヒカラーズ」と呼ぶのは完全に誤りである）。

### 競走の格付表示
日本では競走の格付のため競馬の競走格付けという体系が導入されているが、複数のグレード制度が混在している。主なものには、国際的な基準で設けられている国際グレード、中央競馬が独自で定めるグレード、ダート競走で用いられる中央競馬と地方競馬で共通の統一グレード、地方競馬が独自で定めるグレード、中央競馬の障害競走でのみ用いられる障害グレードなどで、原則としてこれらには互換性が無い。これらのグレード制度が混同されて表示される事があるが、これは公正な商取引や競馬の国際化を妨げる一因となっている。

## 日本における競走馬生産
近代競馬においては、競馬と馬産とは表裏一体の関係にある。戦前の競馬は優秀な軍馬生産の目的もあり、政府主導の馬匹改良を奨励し、またその成果を確認する意味をもっていた。農耕馬の品種改良のために導入されたペルシュロンの血を引く馬がばんえい競馬で、軍馬として生産を奨励されたアングロアラブが地方競馬で、現在でも競馬に用いられているのはその名残ともいえる。
現代においては軍事や使役目的の馬産はほとんど不要となったため、サラブレッドの競走馬は競馬を行うためだけに生産されている。またもっぱら農耕や運搬の手段として用いられた重種馬は主に食肉用として生産されているが、その中で牽引力に秀でた一部の馬はばんえい競馬の競走馬となる。競馬はサラブレッドや重種馬の質を常に一定以上に保つための淘汰の手段として行われる。生き物である以上、どれ程素晴らしいサラブレッドが誕生しても寿命が来ると死んでしまう。肉牛などと異なり、競馬の世界では精子の保存や人工授精といった手法は認められていない（自然交配主義）。そのため、先天的な能力にばらつきがある限り、ある水準を保つためには常に、維持したい数量よりも多くを生産してその中からよいものを選抜するという作業を継続する必要がある。また、サラブレッドの生産と流通という経済活動に携わる人や企業も、当然として競馬と馬産の継続を必要としている。
以下、本稿では日本のサラブレッドの馬産の現状について述べる。重種馬の馬産の現状について詳しくは農用（輓系）馬の生産参照。

### 日本の馬産の現状
日本のサラブレッドの大半は北海道の日高地方で生産される。日高地方は日本でも有数の規模を持つ日高山脈に発する水系が、競走馬の発育に重要なミネラル成分を豊富に含んでおり、河川敷の小規模な放牧地でも馬産に適した土壌が得られる為である。2014年の統計によれば、国内の生産頭数6,903頭のうち6,737頭が北海道産で、更にそのうち5,462頭は日高産である。北海道以外では青森県（80頭）、鹿児島県（26頭）、熊本県（21頭）、栃木県（19頭）などとなっている
。
このような極端な集中は、馬産地での馬伝染性貧血などの家畜法定伝染病の発生により日本の馬産が壊滅的な被害を受けるリスクをはらんでいる。また日高地方の経済は競走馬関連産業への依存度が極めて高く、競馬や馬畜産をとりまく環境の変化による経済への影響を受けやすい。
馬産地には生産・購買の過程において古い慣習が多く残されている。たとえば仔分け制度は戦前「馬小作」と呼ばれた慣習の名残である。また、口約束による売買契約が多い、仲介者や代理人などが入り込み、当事者関係が複雑になりやすいといった問題も指摘されている。
生産界は世界的な傾向として、生産馬の売却を目的とするマーケットブリーダーが増加し、自己所有を目的とするオーナーブリーダーは減少傾向にある。この傾向は競走馬市場における自由で活発な取引によって支えられるはずのものであるが、日本では庭先取引と呼ばれる非公開の取引が支配的である。これは、農地法により、競走馬の所有者が自ら生産活動を行うことが大きく制限されていることから考え出された日本の独特な生産方式である。所有者の中には、このような制限のない海外で競走馬生産を行うものも現れており、自己名義で海外で生産した競走馬を外国産馬として日本に持ち込む例が増加している。
一方、近年は公開の市場取引（セリ市）も増え、1億円を超す高額価格馬の登場が耳目を集めることもある。また、かつては行われなかった2歳馬のセールが行われるなどの市場改革の試みもはじまっている。
2002年には生産者の定義も国際基準に合わせて変更された。国際基準では生産者とは母馬の所有者を指す。母馬の所有者は牧場に母馬を預託し、牧場は施設や人材を提供して預託料を受け取るというのが国際的な生産方式である。日本では、前述の農地法の制約により牧場が母馬を所有しているため、従来は生産牧場を生産者と称してきた。このような国際基準に合致しない表示を継続した場合、日本産馬のサラブレッド登録を一切認めないとの通知により、日本の表示方式も改められた。
種牡馬市場においては、1980年代から社台グループによる寡占化が進み、ノーザンテースト、リアルシャダイ、トニービン、サンデーサイレンス、アグネスタキオン、マンハッタンカフェ、キングカメハメハ、ディープインパクトによって、1982年以来30年以上に渡りリーディングサイアーの座を独占し続けている。
ちなみに北海道は大生産地のため同地で生産された馬の生産地は市町村名だけで表示されることがほとんどである（例：北海道で生産された馬は千歳市、新冠町などと表示。それ以外は青森県、千葉県などと表示）。

## 日本の競馬文化

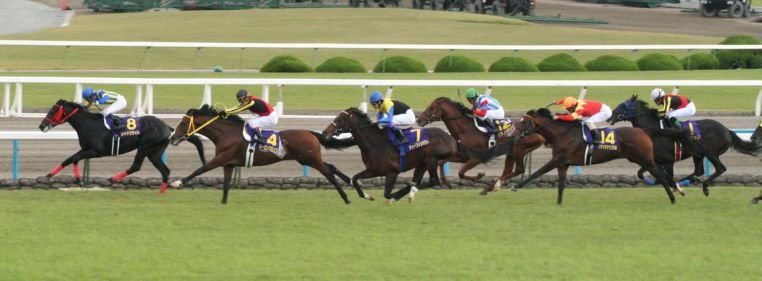
日本の競馬（2005年、菊花賞）

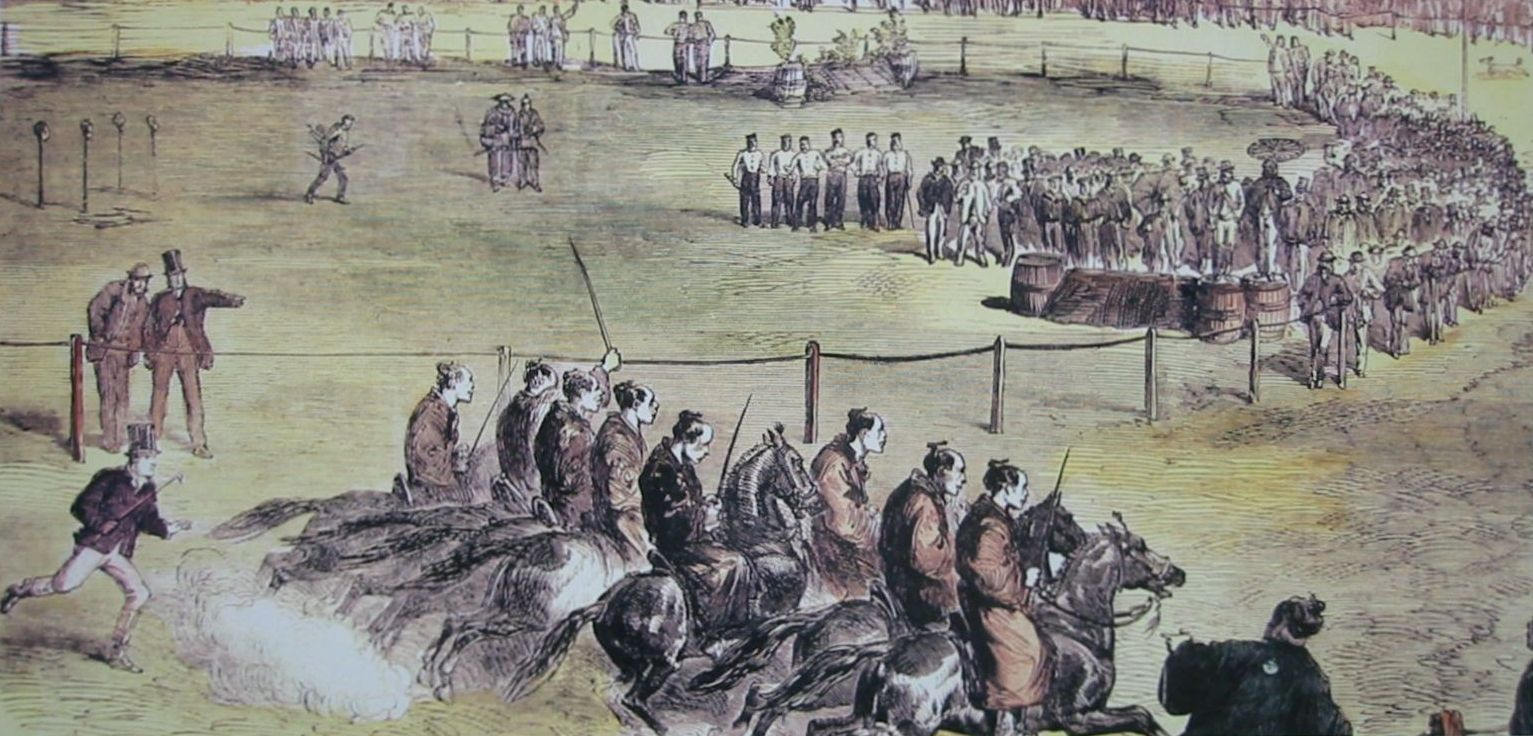
日本の競馬（1865年）

### 競馬の放送
日本での競馬テレビ中継は1953年に日本テレビにより天皇賞（秋）を中継したのが始まりである。同年に日本テレビは地方競馬では初めてとなる船橋競馬場のレース中継も行われた。中央競馬は1953年にNHKが春の中山大障害を中継したのが最初である。
その後、関東の民間放送では1956年にラジオ東京テレビ（現在のTBSテレビ）が東京開催の中継を行い、1959年には日本教育テレビ（現在のテレビ朝日）とフジテレビが中継を開始し、一時は東京開催が日本教育テレビの、また中山開催がフジテレビジョンの中継となった。1962年から、関東開催はフジテレビの単独中継となった（関西で関西テレビが中継を行っていた為の措置と言われる）。
また関西の民間放送では、1957年に大阪テレビ（朝日放送の前身）により桜花賞が放送されたのが最初であるが、1959年には毎日放送と関西テレビが競馬中継の放送を開始し、関西テレビは2017年現在でも引き続き行われている。また、近畿放送（現在のKBS京都）では1969年の開局時から、東京12チャンネル（現在のテレビ東京）では1970年からそれぞれ競馬中継を開始している。
JRAについては、上記の放送局（と系列局）が高グレードのレースを中継するほか、それ以外は関東・中部・関西圏の独立UHF局が中継する体制が長らく続いていたが、2011年には独立UHF局の中継番組の放映が無料衛星放送・BSイレブンへ移行し、全国でのJRAレース視聴が可能となった（独立UHF局の中継も縮小して継続している）。
ラジオ中継は、1931年に、当時の札幌競馬倶楽部で行われた競馬を中継したのが最初である。その後もNHKにより、単発的に中継放送が行われていた。民間放送では、日経ラジオ社（ラジオ日経、旧日本短波放送→ラジオたんぱ）で1956年より中央競馬実況中継を行っており、場内の公式実況でもある他、ラジオ関東（現在のラジオ日本）も1959年より東日本地区の中央競馬実況中継を行っている。
中央競馬における競馬中継については中央競馬テレビ・ラジオ中継一覧も参照。
近年はインターネットを用いた映像提供が地方競馬を中心に盛んに行われている。2003年、荒尾競馬場以外のオンデマンド配信（録画配信）が始まり、ライブ配信は最後まで導入していなかった荒尾競馬場も「TV Bank」にてライブ配信を開始したことにより全ての主催者で視聴できるようになった。D-Netによるダートグレード競走のライブ配信を除いてはいずれも無料で行われている。現在ではNARのホームページにおいて、帯広競馬場以外の全地方競馬場のライブ配信と2007年までのダートグレード競走、2008年4月以降は全レースのオンデマンド配信が行われている。また南関東4競馬の特設サイト「nankankeiba.com」では2003年度以降の重賞レースの配信が行われている。帯広競馬場はばんえい競馬の公式サイトで配信が行われている。
中央競馬においては衛星放送とケーブルテレビ網を利用したグリーンチャンネルによる映像配信事業が中心であり、インターネットでのライブ配信は行っていない。オンデマンド配信については、従来は中央競馬ピーアール・センターによる『JRA-RACING VIEWER』が有料サービスとしてで行われているのみであったが、2006年10月にJRAの公式Webサイトがリニューアルされたことに伴い、現在は同リニューアル後に行われた全てのレース映像が無料で見られるようになっている。

### 競走馬のぬいぐるみ
オグリキャップのぬいぐるみで爆発的に成功した株式会社アバンティーが販売するぬいぐるみは、単なるウマのぬいぐるみではない。実在の特定のサラブレッドの毛色や鼻梁（ウマの顔に現れる白い模様）、四肢や蹄の先の色に至るまでの外見的特徴を精確に反映しており、メンコなどの馬具や馬主の服色、ゼッケンの番号まで特定のレースを基に再現されている。これにより、例えばディープインパクトのSサイズだけで既に5種類（皐月賞、日本ダービー、菊花賞、三冠、年度代表馬）のバリエーションが存在する。手のひらサイズから1メートルを越すものまで、近年の活躍馬だけではなくマルゼンスキーやシンザン、香港でしか買えないフェアリーキングプローンや、重賞を勝っていないマイネルヨースやシグナスヒーロー、ハルウララといった馬まで既に300種類以上が商品化されている。

競走馬のぬいぐるみはクレーンゲームの景品としても扱われることがある

### 競馬ゲーム
競馬ブームが到来した1991年、家庭用ゲーム機のFC用ソフトとしてアスキーから競走馬育成シミュレーションゲーム『ダービースタリオン』が発売される。これが人気を博し、以降『ウイニングポスト』シリーズ（コーエー（後のコーエーテクモゲームス））など競走馬を育成するシミュレーションゲームが様々なメーカーからも発売され、パソコン用にも移植されるなどした。また『ファミリージョッキー』（ナムコ（後のバンダイナムコエンターテインメント））にはじまり、『ギャロップレーサー』（テクモ（後のコーエーテクモゲームス））や『ジーワンジョッキー』（コーエー）など、競馬のレースゲームも数多く発売されている。
携帯電話向けゲームとしてもダービースタリオンシリーズなどの移植作品があるほか、近年では、2021年より競走馬を擬人化した、『ウマ娘 プリティーダービー』(Cygames)も大きなヒット作品となっている。
一方ゲームセンターにおいては、昔から競馬のゲームを作っていたメダルゲーム界で1999年、コナミ（後のコナミデジタルエンタテインメント）から『GI LEADING SIRE』が、2000年にセガ（後のセガ・インタラクティブ）から『STARHORSE』が発売され、どちらも競走馬を育成する、という要素が初めて付け加えられ、ヒット作品となり現在でも絶大な人気を誇っている。
更にメダルだけにとどまらず、磁気カード方式を用いた『ダービーオーナーズクラブ』（セガ）が1999年から稼動し大人気となった。PC向けとしては本作をオンラインゲーム化した『ダービーオーナーズクラブオンライン』が存在したが、話題性が高かった割には人気面で非常に低調に終始し、2006年9月30日をもって本ゲームのサービスは終了した。2007年4月には、カードを使った競馬ゲームとしてKONAMIより『HORSERIDERS』が稼動開始し、大型アミューズメント施設などを中心に人気を博している。
また、これらのゲームでプレイした人が実際の競馬に触れたり、騎手や厩務員として競馬関係の職に就く事も珍しくない。

### 競馬漫画
1979年から週刊少年ジャンプにおいて『ふたりのダービー』が連載されたが、全25回で終了した。長期連載となると「ビッグコミック」（小学館）の『とねっ娘』、『ポコあポコ』まで待たねばならなかった。1989年に競馬専門誌の「週刊競馬報知」に擬人化された馬が主役の『馬なり1ハロン劇場』が登場すると人気となり、同1989年には週刊少年マガジンで『風のシルフィード』が、1994年には週刊少年ジャンプで『みどりのマキバオー』が、週刊少年サンデーで『じゃじゃ馬グルーミン★UP!』が、1995年には週刊少年チャンピオンで『優駿の門』の連載が始まった。また、当時現役の騎手であった田原成貴
が1993年から漫画原作者として活動を開始し、『競馬狂走伝ありゃ馬こりゃ馬』、『勝算（オッズ）』などを発表している。これらの作品は『馬なり1ハロン劇場』を除き、いずれも一般の漫画雑誌での掲載であり、競馬ファンのみではなく、幅広い層の読者を対象としている。多くの場合、架空の競馬が描かれているが、競走体系や血統背景などは現実の競馬がモチーフにされている。1990年代前半の一時期、競馬漫画専門の雑誌が相次いで創刊されたが、大半が短期間で姿を消し、2011年現在、一般に流通している競馬漫画専門誌は存在しない。
- ふたりのダービー（田中つかさ）
- とねっ娘（木村えいじ）
- みどりのマキバオー（つの丸）
- たいようのマキバオー（つの丸）
- じゃじゃ馬グルーミン★UP!（ゆうきまさみ）
- 馬なり1ハロン劇場（よしだみほ）
- ポコあポコ（小道迷子）
- 優駿の門（やまさき拓味）
- 優駿たちの蹄跡（やまさき拓味）
- 手騎-テキ-（やまさき拓味）
- 風のシルフィード（本島幸久）
- 蒼き神話マルス（本島幸久）
- 名門!源五郎丸厩舎（むつ利之）
- 翼のない天馬たち（原作：佐藤晴美、作画：かづさひろし）
- 競馬狂走伝ありゃ馬こりゃ馬（原作：田原成貴、作画：土田世紀）
- 勝算（オッズ）（原作：田原成貴、作画：本宮ひろ志）
- ダービージョッキー（原案：武豊、画：一色登希彦）
- 魅惑の砂（ダート）（作：松本捷平、画：飯山カズオ）
- Pony Tail（小野弥夢）
- バロンドリロンド（原作：北沢未也、作画：梶川卓郎）
- あんころ。 〜船橋若松1丁目は馬優先〜（万乗大智）
- 鬼脚のイロハ（戸田陽近）
- キンクロ（戸田陽近）
- Derby Queen（芦原妃名子）
- ぽにたんの萌える競馬（風上旬）
- 激走王アーノルド（原作：萩原征平、作画：とんぼはうす）
- 無頼な風 鉄（福本伸行）
- おってけ!3ハロン　(松本ぷりっつ)
- ウマ娘　シンデレラグレイ（久住太陽）
- ウマ娘 プリティーダービー スターブロッサム（保谷伸）

### 競馬音楽
日本での1970年代前半には当時の人気馬ハイセイコーの引退に際して主戦騎手の増沢末夫が歌ったレコード「さらばハイセイコー」が45万枚のセールスを記録した。
その後騎手時代の伊藤正徳が「おれでよければ」をリリースしたこともあった。
1990年にはJRAのCMソングとして「Live On The Turf」（沢田知可子）が発売され、その後JRAのCMソングの多くがCD化される流れを作った。また、JRAのレース出走前に流れるファンファーレの着メロは既に100万回を超えるダウンロードが行われている。
競馬を題材としたヒット曲では、ソルティー・シュガーの「走れコウタロー」などがある。

### 競馬文学
菊池寛に代表されるように、戦前から文人と競馬のつながりは深い。1936年に中河与一が発表した『愛恋無限』は、騎手と医療機器店の令嬢との悲恋を描いた作品で、競馬を題材にした文学作品としては最も初期のものとされ、後年テレビドラマ化もされている。
一方、純然たる競馬文学としては1946年に発表された織田作之助の『競馬』がその嚆矢とされる。
これ以降しばらく、競馬そのものを材にとった作品は見られなかったが、1970年に新橋遊吉が『競馬放浪記』に代表される一連の競馬小説を世に送り、競馬文学への理解を深めるのに一役買った。その後、寺山修司が『馬敗れて草原あり』など競馬を題材にしたノンフィクション、詩、エッセイを多数発表。1974年には志摩直人の競馬詩集『風はその背にたてがみに』がベストセラーとなった。
この時期には「東の寺山修司、西の志摩直人」と呼ばれるなど競馬文学界の巨頭として並び称されていた。
1982年から小説新潮スペシャルで連載されていた宮本輝の『優駿』は1986年に単行本化されるとヒット作品となり、1988年に『優駿 ORACION』として映画化されるに至った。この他、西村京太郎の「日本ダービー殺人事件」がある。
競馬文学を主な対象とした賞としては、JRA主催のJRA賞馬事文化賞、競馬雑誌『週刊Gallop』主催の「Gallopエッセー大賞」などが知られている。

### 競馬演劇
競走馬そのものが描かれているわけではないが、競馬場の人間模様などをモチーフにした競馬がテーマの演劇が時折上演されている。
- サクラパパオー（作・演出：鈴木聡） 1993年初演、1995年再演、2001年再々演
- 競馬 勧善懲悪（原作：織田作之助・脚本：坂上朋彦・演出：原田一樹） 2007年
- そのまま!（脚本：水谷龍二・演出：加納新平） 2008年

## 法令
日本の競馬は競馬法ならびにそれに関連する法令によって、競馬に関する一切が定められている。
競馬の開催権は日本中央競馬会ならびに地方自治体にのみ与えられているが、競馬の実施に関する事務を他者へ委託することが、競馬法第3条の2および第21条によりできる。
- 中央競馬を主催する日本中央競馬会は、事務を都道府県、市町村又は私人に委託することができる。
- 地方競馬を主催する地方自治体は、事務を他の都道府県若しくは市町村、日本中央競馬会又は私人に委託することができる。

競馬法施行令第5条ならびに第17条の4において、競馬の競走形態が次の4種類に定められている。
- 平地競走 - 一般的な競馬の形態
- 速歩競走（トロット） - キャンターまではいかない（ダクの状態で行う）競走の形態。四肢が全て地面から離れると失格となる。通常の平地競走同様に馬に騎乗する騎乗速歩と、騎手が乗った繋駕車（けいがしゃ）と呼ばれる人力車に似た車を引かせる繋駕速歩の2種類がある。欧州では、平地競走よりも盛んに開催されている。日本でも1971年まで存在したが、現在では行われていない。
- 障害競走 - コース上に生垣や土塁、竹柵などが設けられ、それらを飛越しつつゴールを目指す競走の形態。中央競馬では、札幌競馬場と函館競馬場以外の競馬場で行なわれている。地方競馬では1974年に廃止された春木競馬場を最後に行なわれなくなったが法令上は施行することが出来る。
- ばんえい競走 - 途中に2箇所の坂（障害）を設けた直線200メートルのセパレートコースで、重種馬が重量物を積載したそりを曳く競走の形態で、世界的にも日本（北海道）のみで行われている[11]。2007年以降、地方競馬としては帯広競馬場のみで行われている。

監督官庁は農林水産省で、監督部局は生産局畜産部競馬監督課であるが、地方競馬においては地方自治体が運営する関係上総務省（旧自治省）も関係する。地方競馬全国協会の監督官庁は総務省である。